# 鹿堀坪山
鹿堀坪山，是台灣新北市萬里區雙興里的一座山峰，位於陽明山國家公園範圍內，標高645公尺。該山東南側及南側為瑪鋉溪支流頭前溪，西側為頭前溪支流頽砌仔溪，東北側及北側為頭前溪另一支流水柳坑溪。
鹿堀坪山是一座火山，其組成岩石主要為含角閃石橄欖輝石安山岩。該山屬於大屯火山群之下的磺嘴山亞群。:137